# Recopa Gaúcha 2021
In 2021 werd de achtste Recopa Gaúcha tussen de kampioen van de staatscompetitie en de Copa FGF gespeeld. De competitie werd georganiseerd door de FGF. Grêmio werd de winnaar.  

## Deelnemers
| Club       | Stad              | Gekwalificeerd als              | Deelnames |
| ---------- | ----------------- | ------------------------------- | --------- |
| Grêmio     | Porto Alegre      | Kampioen Campeonato Gaúcho 2020 | 3de       |
| Santa Cruz | Santa Cruz do Sul | Kampioen Copa FGF 2020          | 1ste      |

## Recopa
|                   |                                                          |       |            |                                                                         |
| 6 juni 2021 10:30 | Grêmio                                                   | 3 – 0 | Santa Cruz | Arena do Grêmio, Porto Alegre Scheidsrechter: Erico Andrade de Carvalho |
| 6 juni 2021 10:30 | Guilherme Azevedo 52' Léo Pereira 64' Jhonata Robert 90' |       |            | Arena do Grêmio, Porto Alegre Scheidsrechter: Erico Andrade de Carvalho |

| Grêmio | Santa Cruz |

| Recopa Gaúcha de 2021      |
| Porto Alegre               |
| -------------------------- |
| GRÊMIO Kampioen (2° titel) |